# Viticultura

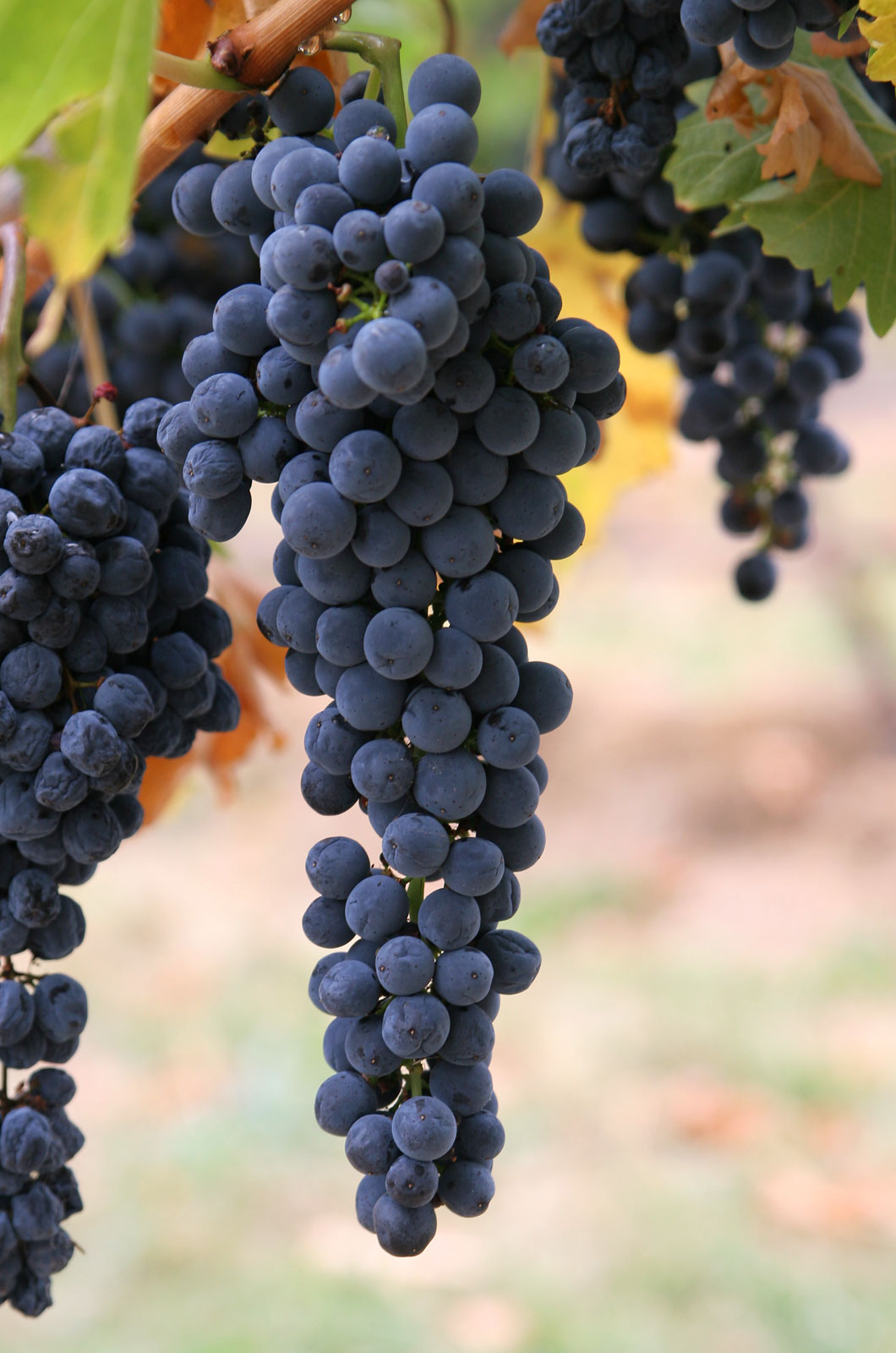
raïm

La viticultura (del llatí vitis, ‘vinya’) és l'especialització de l'agronomia que es dedica a l'estudi i la producció de la vinya i el raïm. Quan del raïm se’n fa vi també es coneix com a vinicultura.
El territori originari on Vitis vinifera és nativa és una franja que va des d'Europa occidental al litoral de l'Iran a la mar Càspia, la vinya ha demostrat adaptació a diversos ambients de gran part del món.
La viticultura s'ocupa de monitorar i controlar les plagues, les malalties, la fertilització i el regadiu de la vinya. El moment de la verema és crucial i depèn de la utilització i el tipus de vi al qual va destinat el raïm. Al llarg de tot l'hivern es pot esporgar la vinya si es fa tard (a principi de primavera) es pot aconseguir que la vinya broti una mica més tard i que ho faci quan siguin menys probable les glaçades.

## La viticultura al món

### Condicions de cultiu
La viticultura ocupa una superfície mundial de 8.000.000 d'hectàrees.
El cultiu de la vinya necessita un clima temperat relativament càlid. El vinyet alemany de la regió de Mosela és el més septentrional del món gràcies al microclima dels costers del riu Mosela i el Rin. A zones subtropicals de muntanya com a Madeira també es pot cultivar la vinya.

### Principals països cultivadors de vinya
| Classificació | Estat          | Superfície total amb vinya |                            |
| ------------- | -------------- | -------------------------- | -------------------------- |
| 1             | Espanya        |                            | 1.200.000hectàrees el 2008 |
| 2             | França         |                            | 871.000 ha el 2001         |
| 3             | Itàlia         |                            | 786.000 ha el 2006         |
| 4             | Turquia        |                            | 520.000ha                  |
| 5             | Xina           |                            | 453.000 ha en 2005         |
| 6             | Estats Units   |                            | 415.000 ha en 2003         |
| 7             | Algèria        |                            | 250.000 ha                 |
| 8             | Iran           |                            | 230.000 ha                 |
| 9             | Argentina      |                            | 226.000ha en 2008          |
| 10            | Portugal       |                            | 220.000 ha en 2003         |
| 11            | Romania        |                            | 188.000 ha en 2007         |
| 12            | Xile           |                            | 173.000 ha en 2006         |
| 13            | Austràlia      |                            | 169.000 ha en 2006         |
| 14            | Bulgària       |                            | 136.000 ha en 2008         |
| 15            | Grècia         |                            | 122.000 ha en 2003         |
| 16            | Àfrica del Sud |                            | 101.000 ha en 2008         |
| 17            | Alemanya       |                            | 98.500 ha en 2006          |

## Història
La vinya es cultiva des del Neolític. Sembla que la primera domesticació de la vinya es va fer al Caucas a l'actual Geòrgia. També molt aviat es va fer al Pròxim Orient a l'edat del bronze cap a 3200 aC.
La domesticació primerenca va afavorir l'hermafroditisme de les flors dels raïms per sobre de la situació original amb flors unisexuals masculines (sense fruit) i les femenines amb fruit però necessitant el pol·len de les flors mascles.
Tucídides va escriure al segle V aC que els pobles van sortir de la barbàrie quan van conrear l'olivera i la vinya.

### Viticultura romana
Entre els anys 1200 i 900 aC. els fenicis desenvoluparen tècniques de viticultura que més tard aplicaren a Cartago. Cap a l'any 500 aC. l'escriptor cartaginès Magó va registrar aquestes tècniques en un llibre que va ser de les poques obres que van sobreviure a la desfeta cartaginesa davant Roma per la tercera guerra púnica. L'escriptor romà Cato el Vell es va inspirar en l'obra cartaginesa per escriure la seva De Agri Cultura de l'any 160 aC. El també romà Columella va fer l'obra més detallada sobre viticultura l'any 65 en De Re Rustica. Columella propugnava emparrar la vinya amb pals en lloc de fer-ho com antigament al voltant d'arbres vius.
L'expansió romana va ser l'origen de moltes regions vitícoles actuals com La Rioja, regió de Mosela, Bordeus, Borgonya i Roïna. Els antics romans ja van descobrir les bones condicions per a la vinya dels turons per sobre de les superfícies planes de les valls.

## Zona vitícola
La gran majoria de les zones vitícoles del món estan en zones de clima temperat entre la latitud 30 i 50º de cadascun dels hemisferis. Les temperatures mitjanes anuals que es presenten en aquesta zona es troben entre els 10 i els 20 °C. La presència de grans masses d'aigua i de serralades de muntanyes pot tenir efectes positius en el clima per a la vinya. El mínim d'insolació que cal per una vinya es troba entre 1.300-1.500 hores durant la temporada de creixement. La pluviometria de referència pot ser d'uns 690 litres (però sovint és molt menor) i no convé que plogui gaire a l'estiu pels problemes amb els fongs i la qualitat del raïm ni tampoc durant la verema.

## Problemes
- Esporga de la vinya
- Oidi
- Gelades
- Mildiu
- Phylloxera
- Virus de les plantes